# New York Motion Picture Company

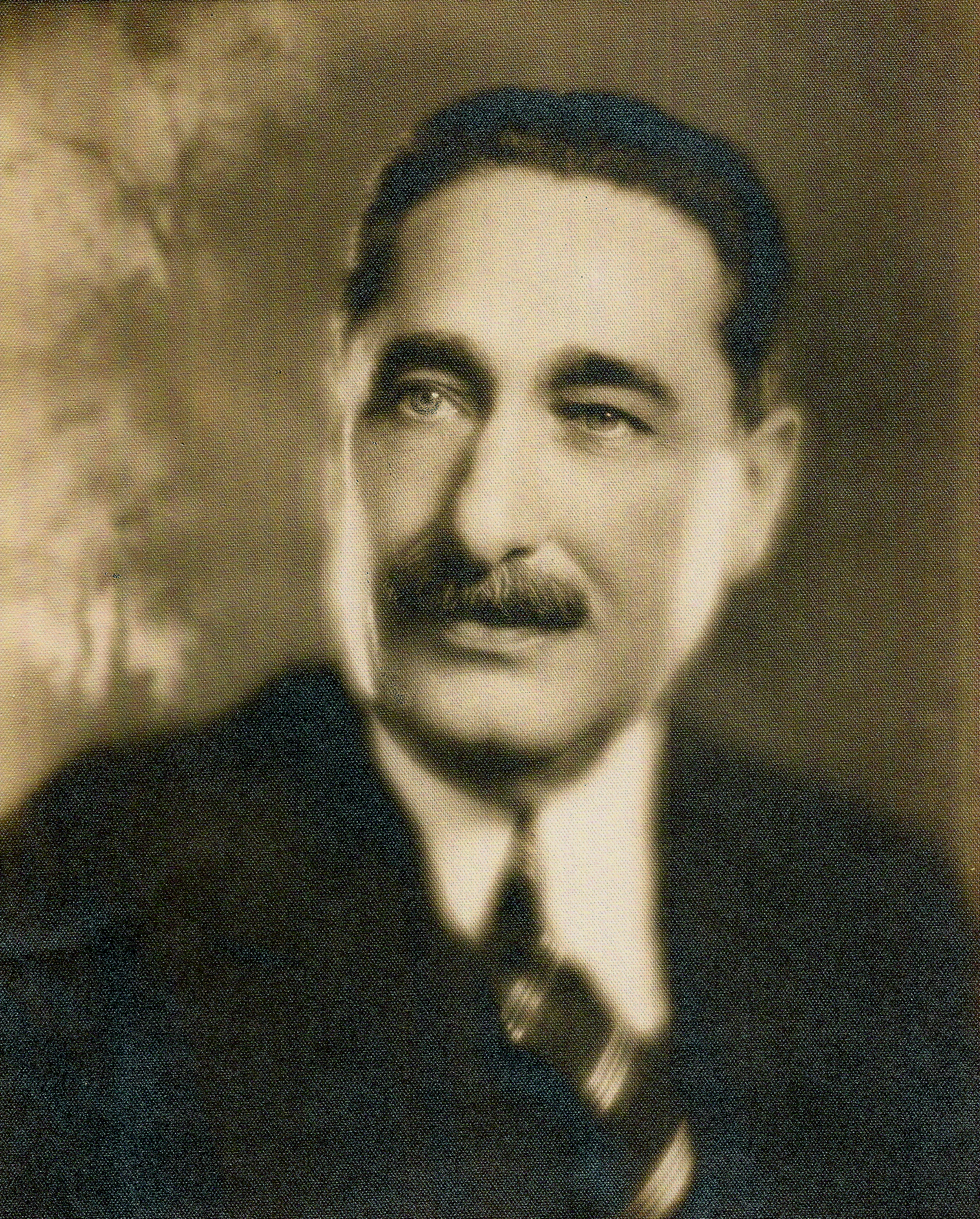
Charles O. Bauman, fundador do New York Motion Picture Company.

New York Motion Picture Company foi uma companhia cinematográfica estadunidense formada em 1909 por Charles O. Bauman e Adam Kessel, no Longacre Building, na 42nd Street e Broadway, em Nova Iorque. Foi responsável pela produção de 418 e a distribuição de 150 filmes entre 1909 e 1918, e também funcionou como importadora de filmes, tendo importado 365 filmes entre 1908 e 1913, a grande maioria da Itália.

## Histórico
Charles O. Baumann fundou várias companhias cinematográficas, entre elas a Crescent Film em 1908, a Bison Motion Picture em 1909, a Keystone Film (co-fundada com Mack Sennett). Co-fundou com Adam Kessel a New York Motion Picture (formada em 1909, renomeada New York Motion Picture Corp. em 1914), a Broncho Film Co., a Kay-Bee Film Co., a Domino Film Co., a Mutual Film Corporation, a Kessel-Bauman Motion Picture. Co-fundou com Carl Laemmle e Mark M. Dintenfass a Motion Picture Distributing and Sales Company em 1910, e foi o fundador, também, juntamente com Adam Kessel, da
Reliance Motion Picture Corporation.
A New York possuía estrelas como Ann Little, William S. Hart e William Desmond. Produzia em conjunto com a Bison Motion Pictures, com a Kay-Bee Pictures, com a Ince-Triangle, e o primeiro filme que o estúdio produziu foi Disinherited Son's Loyalty, em 1909, numa parceria com a Bison Motion Pictures, e estrelado pelos próprios Adam Kessel e Charles Bauman, fundadores da companhia. Seus filmes eram distribuídos pelo próprio estúdio, pela Motion Picture Distributors and Sales Company, pela Mutual Film Corporation. Destacam-se os filmes Davy Crockett - In Hearts United, de 1909, Rumpelstiltskin, de 1915, e The Three Musketeers, em 1916. O último filme produzido pela companhia foi Staking His Life, em 1918, uma reedição do filme The Conversion of Frosty Blake, produzido pela Broncho Film Company em 1915, com William S. Hart.

## Filmografia parcial
- Disinherited Son's Loyalty

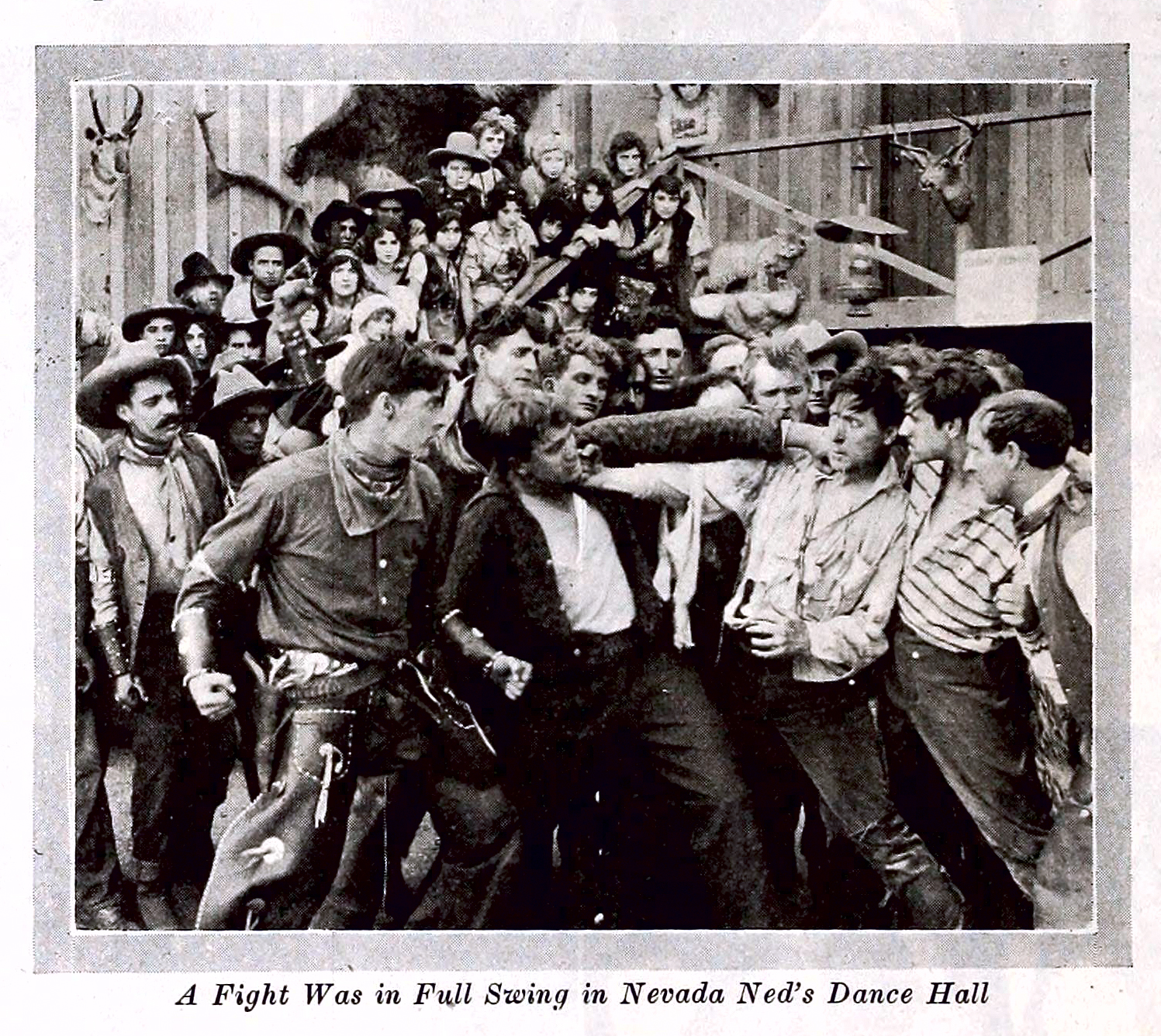
Cena do filme On the Night Stage, de 1915, produzido pela New York Motion Pictures e estrelado por William S. Hart.

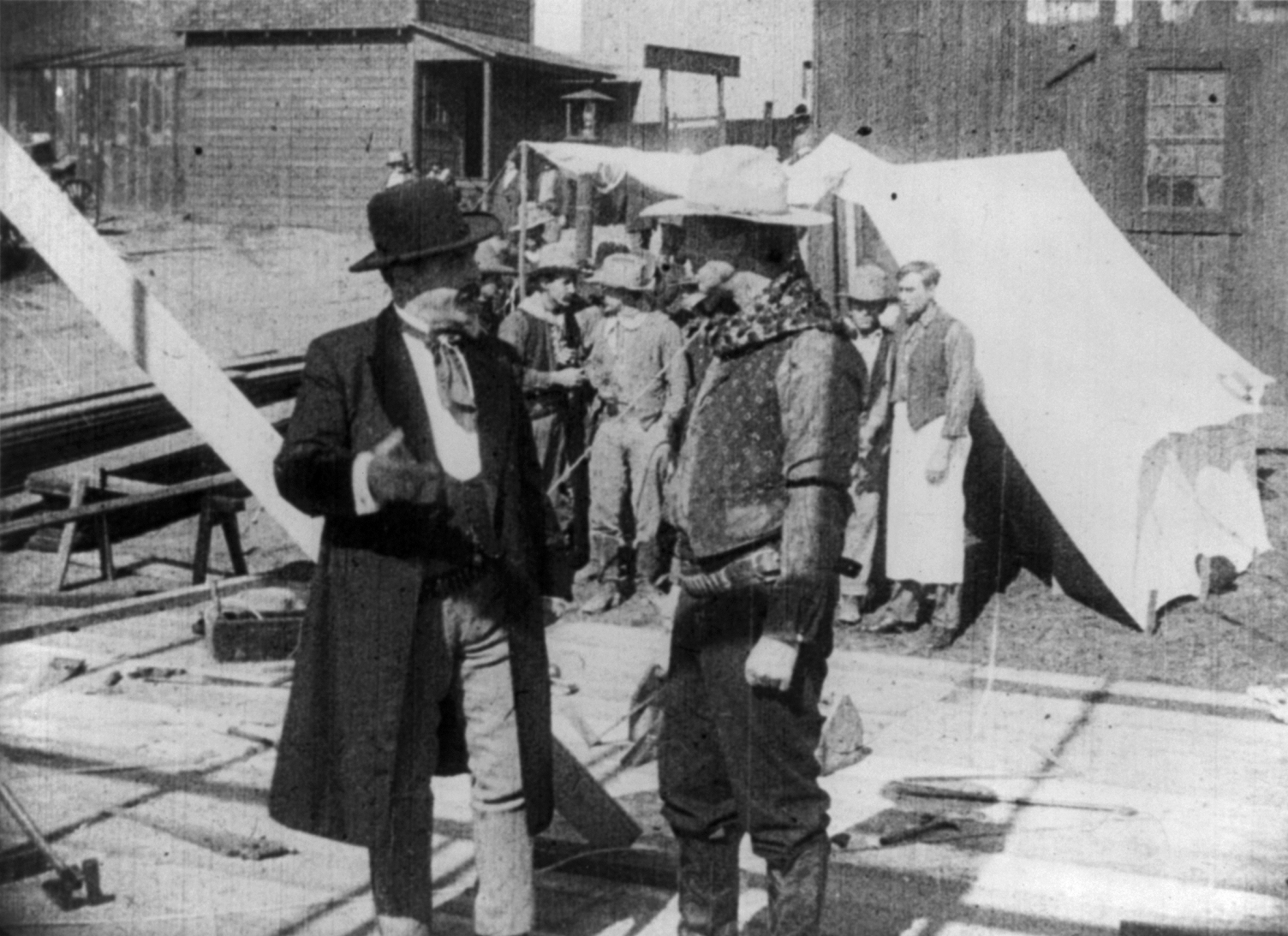
Cena do filme The Desert Man, produzido pela New York Motion em 1917, estrelado por William S. Hart.

- Davy Crockett - In Hearts United (1909)
- The Blacksmith's Wife (1909)
- A Romance of the Prairie (1910)
- The Imposter (1910)
- The Indian and the Cowgirl (1910)
- The Savage Girl's Devotion (1911)
- At Bar C Ranch (1911)
- The Desert's Lure (1911)
- The Other Girl (1912)
- The Voice at the Telephone (1914)
- The Devil (1915)
- Knight of the Trail (1915)
- Rumpelstiltskin (1915)
- The Painted Soul (1915)
- On the Night Stage (1915)
- The Three Musketeers (1916)
- Not My Sister (1916)
- The Phantom (1916)
- The Desert Man (1917)
- Love or Justice (1917)
- The Sawdust Ring (1917)
- Staking His Life (1918)